# Чжу Лінь
Чжу Лінь (кит.: 朱琳) — китайська тенісистка, медалістка Азійських ігор. 

## Фінали турнірів WTA

### Одиночний розряд: 2 (1 титул)
| Легенда       |
| ------------- |
| Grand Slam    |
| WTA 1000      |
| WTA 500       |
| WTA 250 (1–1) |

| За поверхнею |
| ------------ |
| Хард (1–1)   |
| Ґрунт (0–0)  |
| Трава (0–0)  |
| Килим (0–0)  |

| Результат | В–П | Дата     | Турнір                         | Статус  | Поверхня | Супротивниця | Рахунок       |
| --------- | --- | -------- | ------------------------------ | ------- | -------- | ------------ | ------------- |
| Перемога  | 1–0 | Лют 2023 | Hua Hin Championships, Таїланд | WTA 250 | Хард     | Леся Цуренко | 6–4, 6–4      |
| Поразка   | 1–1 | Вер 2023 | Japan Women's Open, Японія     | WTA 250 | Хард     | Ешлін Крюгер | 3–6, 6–7(6–8) |

### Парний розряд: 3 (1 титул)
| Легенда       |
| ------------- |
| Grand Slam    |
| WTA 1000      |
| WTA 500       |
| WTA 250 (1–2) |

| За поверхнею |
| ------------ |
| Хард (1–2)   |
| Ґрунт (0–0)  |
| Трава (0–0)  |
| Килим (0–0)  |

| Результат | В–П | Дата     | Турнір                         | Статус        | Поверхня | Партнерка  | Супротивниці                    | Рахунок       |
| --------- | --- | -------- | ------------------------------ | ------------- | -------- | ---------- | ------------------------------- | ------------- |
| Перемога  | 1–0 | Вер 2019 | Jiangxi International, КНР     | International | Хард     | Ван Сіньюй | Пен Шуай Чжан Шуай              | 6–2, 7–6(7–5) |
| Поразка   | 1–1 | Лют 2022 | Abierto Zapopan, Мексика       | WTA 250       | Хард     | Ван Сіньюй | Кейтлін Крістіан Лідія Морозова | 5–7, 3–6      |
| Поразка   | 1–2 | Лют 2023 | Hua Hin Championships, Таїланд | WTA 250       | Хард     | Ван Сіньюй | Чжань Хаоцін У Фансьєнь         | 1–6, 6–7(6–8) |

## Фінали турнірів WTA 125

### Одиночний розряд: 1 титул
| Результат | В–П | Date     | Турнір                     | Поверхня | Opponent            | Рахунок  |
| --------- | --- | -------- | -------------------------- | -------- | ------------------- | -------- |
| Перемога  | 1–0 | Гру 2021 | Korea Open, Південна Корея | Хард (i) | Крістіна Младенович | 6–0, 6–4 |

### Парний розряд: 1 титул
| Результат | В–П | Дата     | Турнір              | Поверхня | Партнер      | Супротивники             | Рахунок  |
| --------- | --- | -------- | ------------------- | -------- | ------------ | ------------------------ | -------- |
| Перемога  | 1–0 | Кві 2017 | Zhengzhou Open, КНР | Хард     | Хань Сіньюнь | Джеклін Како Юлія Глушко | 7–5, 6–1 |

1. ↑  Турніри International у 2021 році отримали статус турніри WTA 250.